# 15139 Connormcarty
15139 Connormcarty este un asteroid din centura principală de asteroizi.

## Descriere
15139 Connormcarty este un asteroid din centura principală de asteroizi. A fost descoperit pe 9 martie 2000 la Socorro, New Mexico, în cadrul proiectului LINEAR. Asteroidul prezintă o orbită caracterizată de o semiaxă mare de 2,67 ua, o excentricitate de 0,13 și o înclinație de 10,8° în raport cu ecliptica.